# Semidalis isabelae
Semidalis isabelae är en insektsart som beskrevs av Monserrat 1981. Semidalis isabelae ingår i släktet Semidalis och familjen vaxsländor. Inga underarter finns listade i Catalogue of Life.